# ザマギ
ザマギは、日本のヒップホップグループ。R and C所属。

## 来歴
「ザマギ」は「the mindgift」の略称である。2001年に「The Mindgift」として写真で撮ると12inchレコードに見える7inchレコード「ライカ12インチ」を自主制作で発表。DJ SHADOW & CUT CHEMISTによる 7inch盤だけを使って行われた「PRODUCT PLACEMENT」(新宿リキッドルーム) にてプレイされた日本盤として話題になる。

## メンバー
- 79(ナック、MC)
- 40(シオ、MC)
- テクノライト5(-ファイブ、DJ） 現在は5iveの名でDJデュオCOS/MESとして活動中。

## ディスコグラフィー

### シングル
1. やりたいように（2004年10月6日）
  1. やりたいように
  2. ショッキングブラック - AC部が制作したPVがある。
2. マジカルDEATH（2004年12月8日）
  1. マジカルDEATH - AC部が制作したPVがある。
  2. トリプルコンピ
3. くらっ（2005年4月13日）PVにMARI出演
  1. くらっ
  2. めんどくさいvsやってみようのスタイル
4. スイチューン（2005年6月22日）片寄明人(GREAT3)プロデュース
  1. スイチューン
  2. ホットチリン

### アルバム
1. All Bonus Tracks（2005年1月19日）
  1. INTRO(OUT LOOK)
  2. BOM BEAT
  3. トリプルコンピ(sunset tag)
  4. ショッキングブラック(drunce mix)
  5. MUSIC IS MUSIC
  6. モンキートーク
  7. PAST
  8. やりたいように(mondo disco edit)
  9. /JP
  10. マジカルDEATH(feel the vibe)
  11. CIRCLEDELIC
  12. ヤバイ
2. すごい話があるんだ、聞いたらたまげるぞ!（2005年7月20日）
  1. Brand New Day
  2. くらっ
  3. スイチューン feat.ショコラ
  4. とびで とんで
  5. Grand Poppa
  6. バスタード
  7. めんどくさいvsやってみようのスタイル
  8. Music Not Music
  9. It's So Good Now(い・そ・ぐ・な) - AC部制作のPVがある。
  10. ホットチリン
  11. Skyward
  12. Go Out
  13. Audio Three
  14. Minority Race
  15. Aftereffect～余波～